# 北康塞普西翁
北康塞普西翁（西班牙語：Concepción del Norte），是洪都拉斯的城鎮，位於該國西北部，由聖巴巴拉省負責管轄，始建於1875年6月7日，面積108平方公里，海拔高度148米，2001年人口7,740，人口密度每平方公里57.5人。
15°10′6″N 88°7′6″W / 15.16833°N 88.11833°W